# Petrîliv, Tlumaci
Petrîliv (în ucraineană Петрилів) este localitatea de reședință a comunei Petrîliv din raionul Tlumaci, regiunea Ivano-Frankivsk, Ucraina.

## Demografie
Componența lingvistică a localității Petrîliv
     Ucraineană (99,9%)
     Alte limbi (0,1%)
Conform recensământului din 2001, majoritatea populației localității Petrîliv era vorbitoare de ucraineană (99,9%), existând în minoritate și vorbitori de alte limbi.